# BC Dnipro Dnipropetrovsk
El BC Dnipro (en ucraniano БК Дніпро) es un equipo de baloncesto ucraniano que compite en la Superliga de Ucrania, la primera división del país. Tiene su sede en la ciudad de Dnipró. Disputa sus partidos en el SC Meteor, con capacidad para 5500 espectadores.

## Historia
El club se crea en 2003, tomando como base las escuelas de baloncesto de la ciudad de Dnipró, que hoy en día surten de jugadores a la mayoría de los equipos de la liga de Ucrania. En 2007 logra su mayor éxito en las competiciones internacionales, al alcanzar las semifinales de la EuroCup Challenge, y a nivel local gana la competición de Copa en 2011.

### Plantilla 2013-2014
| N.º. | Nombre                | Nacionalidad       | Puesto    |
| ---- | --------------------- | ------------------ | --------- |
| 5    | Oleksiy Balashov      | Bandera de Ucrania | Escolta   |
| 7    | Oleksii Shchepkin     | Bandera de Ucrania | Escolta   |
| 10   | Konstantyn Gkazyrin   | Bandera de Ucrania | Ala-Pívot |
| 21   | Stanislav Tymofeyenko | Bandera de Ucrania | Ala-Pívot |
| 23   | Sergiy Zagreba        | Bandera de Ucrania | Pívot     |
| 30   | Olexandr Misyats      | Bandera de Ucrania | Alero     |
| 31   | Olexandr Mishula      | Bandera de Ucrania | Base      |
| --   | Makxim Balashov       | Bandera de Ucrania | Base      |
| --   | Denis Ivanov          | Bandera de Ucrania | Alero     |

## Palmarés
- Superliga de baloncesto de Ucrania
  - Campeón (2): 2016, 2020

- Copa de Ucrania 
  - Campeón (5): 2011, 2016, 2017, 2018, 2019

- Semifinales EuroCup Challenge (1): 2007